# Золотий камінчик
«Золотий камінчик» (англ. «The Golden Pebble») — шотландський трилер письменниці Марґо Беннетт, що вийшов 1948 року у видавництві Nicholson & Watson.

## Сюжет
Марк Ректор — ентомолог, який спеціалізується на довгоносиках. Його спокійне і нудне життя несподівано порушується, коли він вирушає до віддаленого села в Корнуоллі, звідки його дядько колись таємничим чином отримав шматок золота.

## Огляди
Щотижневий часопис «Times Literary Supplement» опублікував книгу у своєму випуску від 6 грудня 1947 року, написавши, що «перший не детективний роман місис Беннетт присвячений золотій лихоманці в Корнуоллі та людській природі в її первозданному вигляді».

## Цікавинки
- Спочатку книга коштувала вісім шилінгів і шість пенсів.
- Книга, як і більшість інших творів Беннет, більше не видається.
- Це був останній випадок, коли робота Беннетт вийшов у видавництві Nicholson & Watson. Більшість інших її творів друкувало видавництво Eyre & Spottiswoode.